# Hải sâm
Hải sâm (chữ Hán: 海參) tên gọi dân gian là đỉa biển hay còn gọi là con rum hay đồn đột là tên gọi chung của một nhóm động vật biển thuộc lớp Holothuroidea với thân hình dài và da có lông, có xương trong nằm ngay dưới da, sống trong lòng biển trên khắp thế giới.
Tên tiếng Anh của loài này là Sea cucumber nghĩa là dưa chuột biển do thân hình loài vật này giống quả dưa chuột, và trong tiếng Pháp, loài này được gọi là Bêche-de-mer nghĩa là cá mai biển.
Hải sâm là loài vật chuyên ăn xác chết của động vật dưới biển, là vệ sinh viên của biển. Thức ăn của chúng là loài phù du và các chất hữu cơ tìm thấy dưới biển. Một trong những cách chúng bắt mồi là nằm trong sóng và bắt những loài trôi trong đó bằng các xúc tu khi các xúc tu mở ra. Có thể tìm thấy chúng với số lượng lớn ở cạnh các trang trại nuôi cá biển của con người.
Hải sâm sinh sản bằng cách phóng tinh trùng và trứng vào nước biển. Tùy vào điều khiện thời tiết, một cá thể có thể sản xuất hàng ngàn giao tử.

## Phân loại

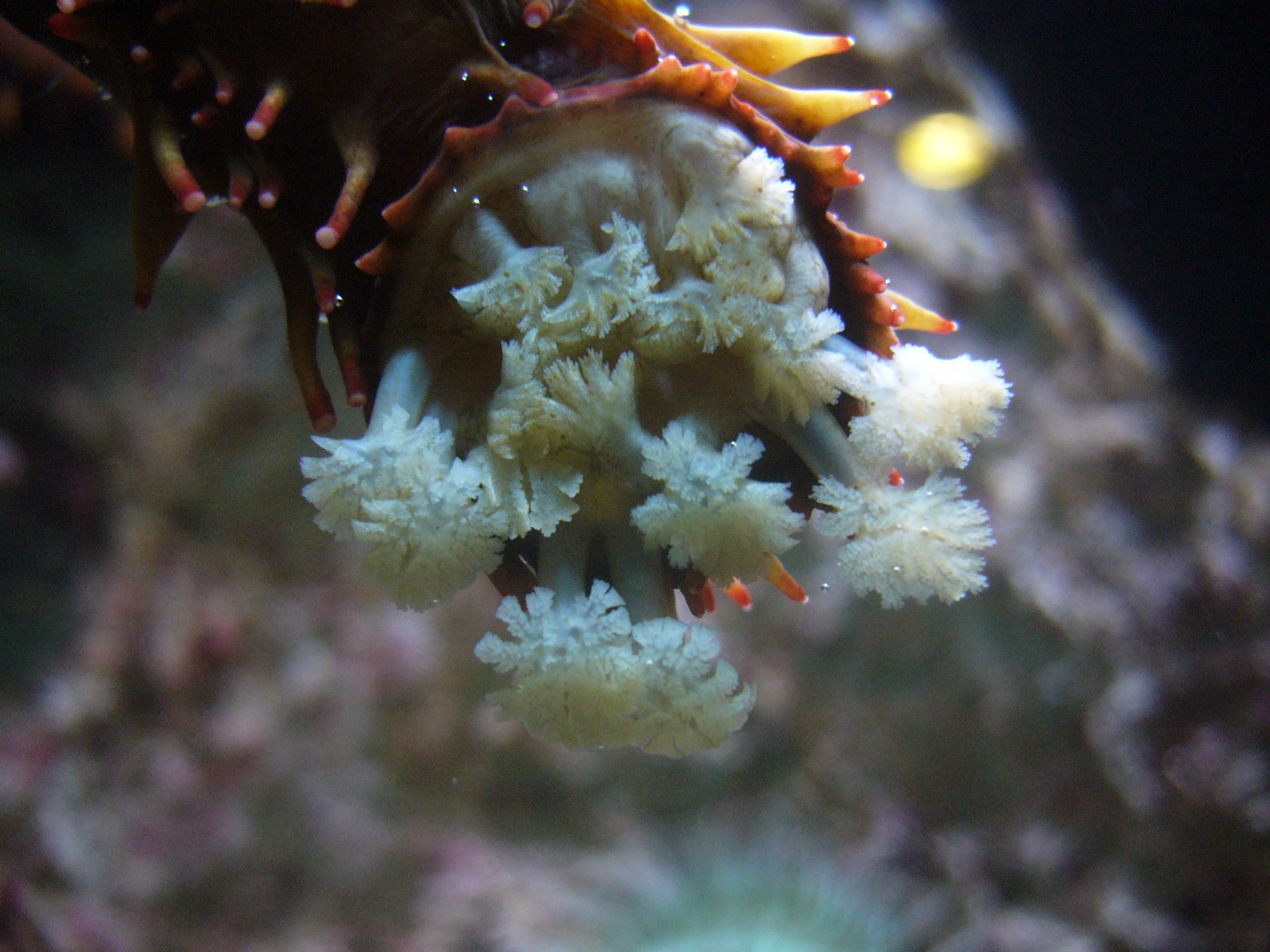
Chi tiết của miệng với xúc tu của nó.
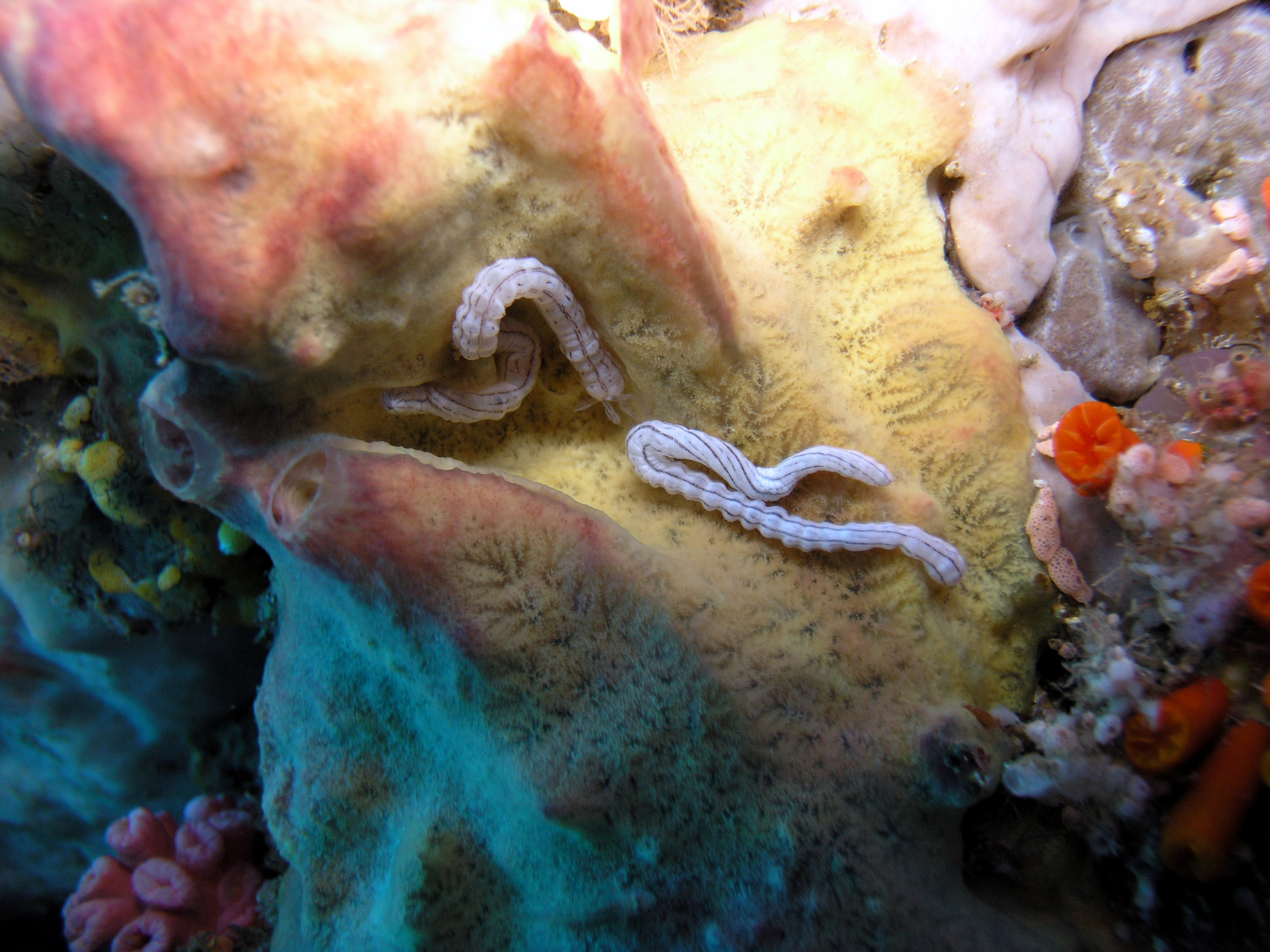
Synaptula lamperti sống trên bọt biển (ở đây Indonesia).
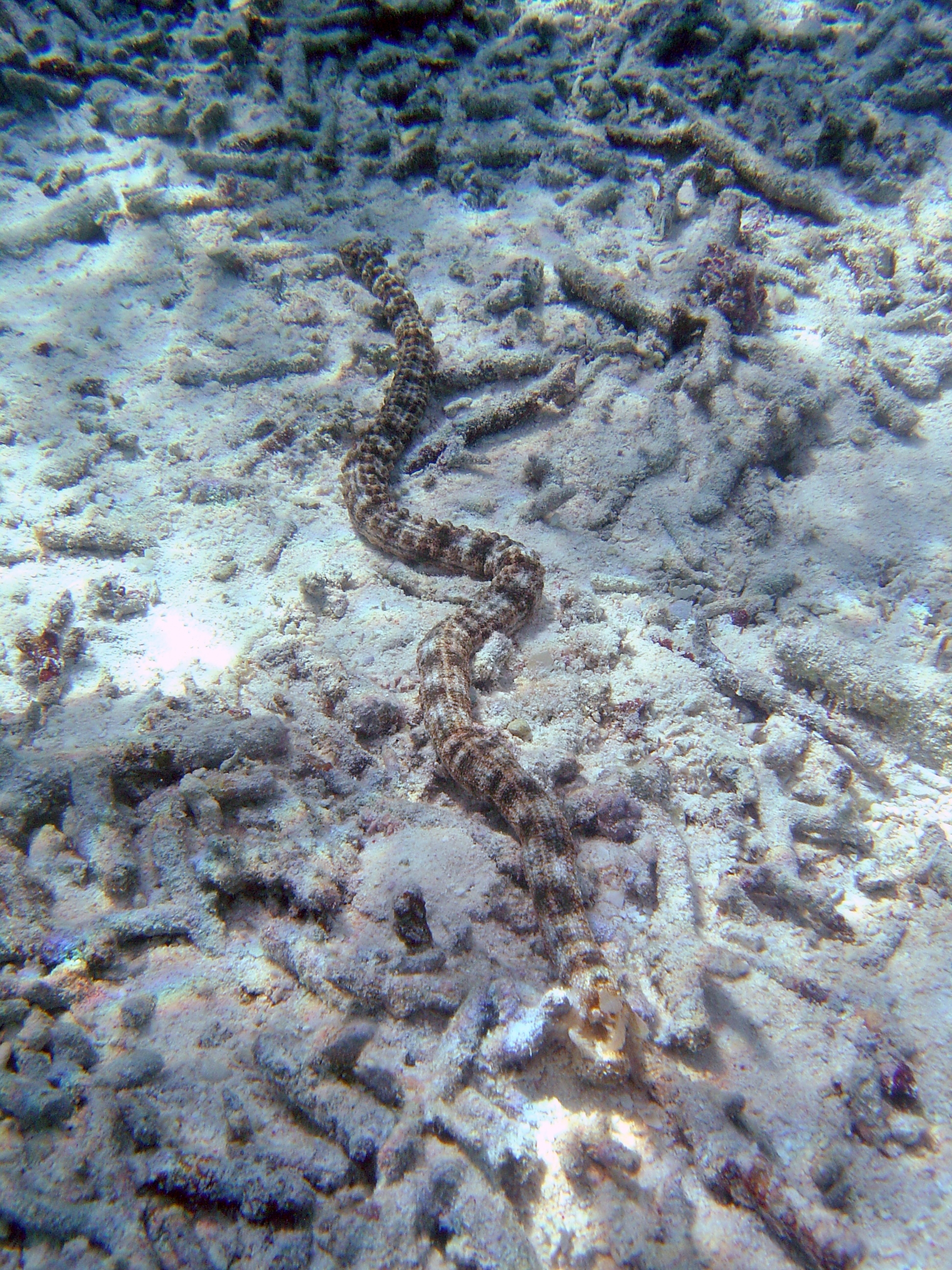
Synapta maculata, hải sâm biển dài nhất được biết đến (Apodida).
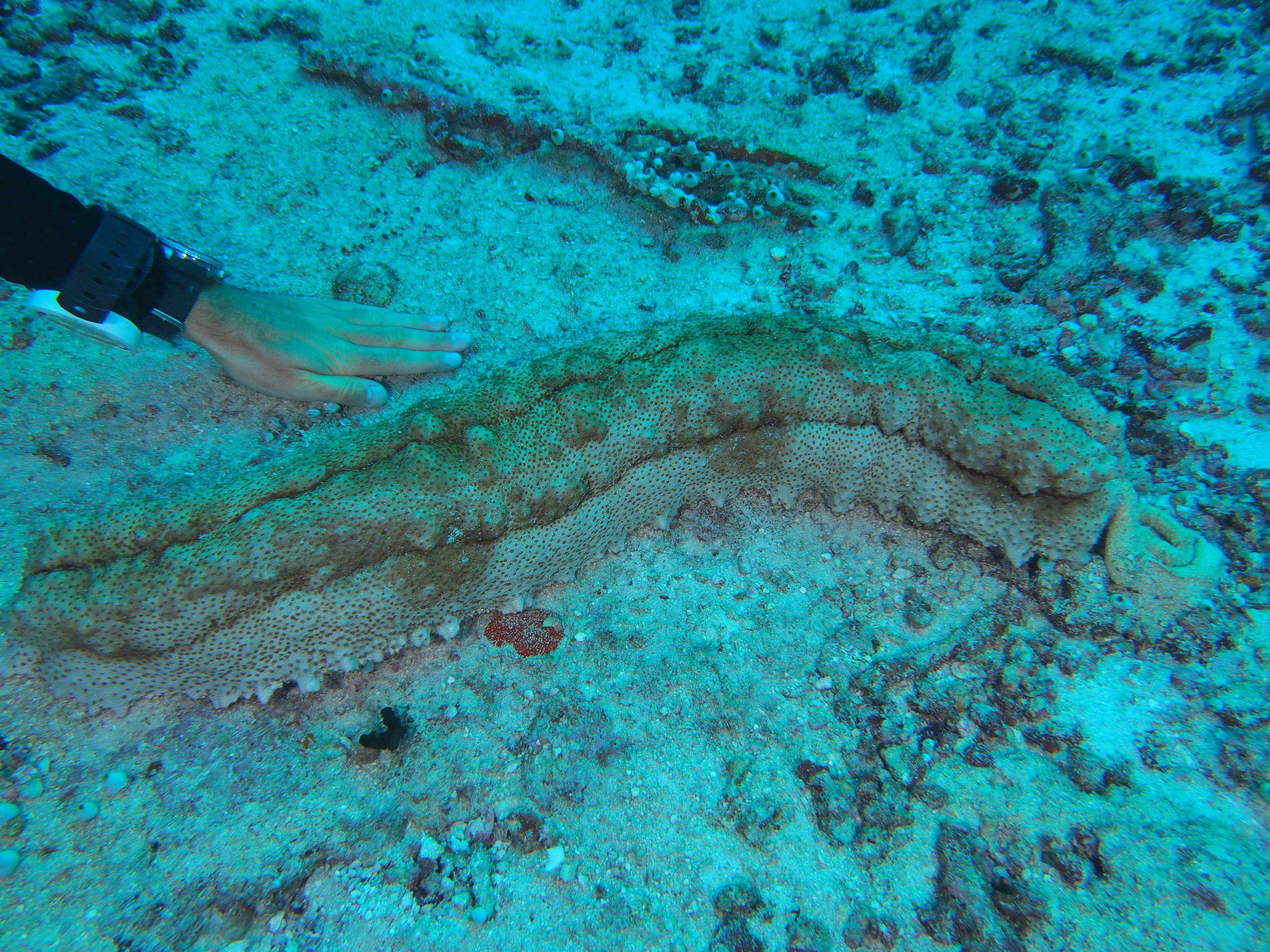
Thelenota anax, họ Stichopodidae) là một trong những loài hải sâm nặng nhất.
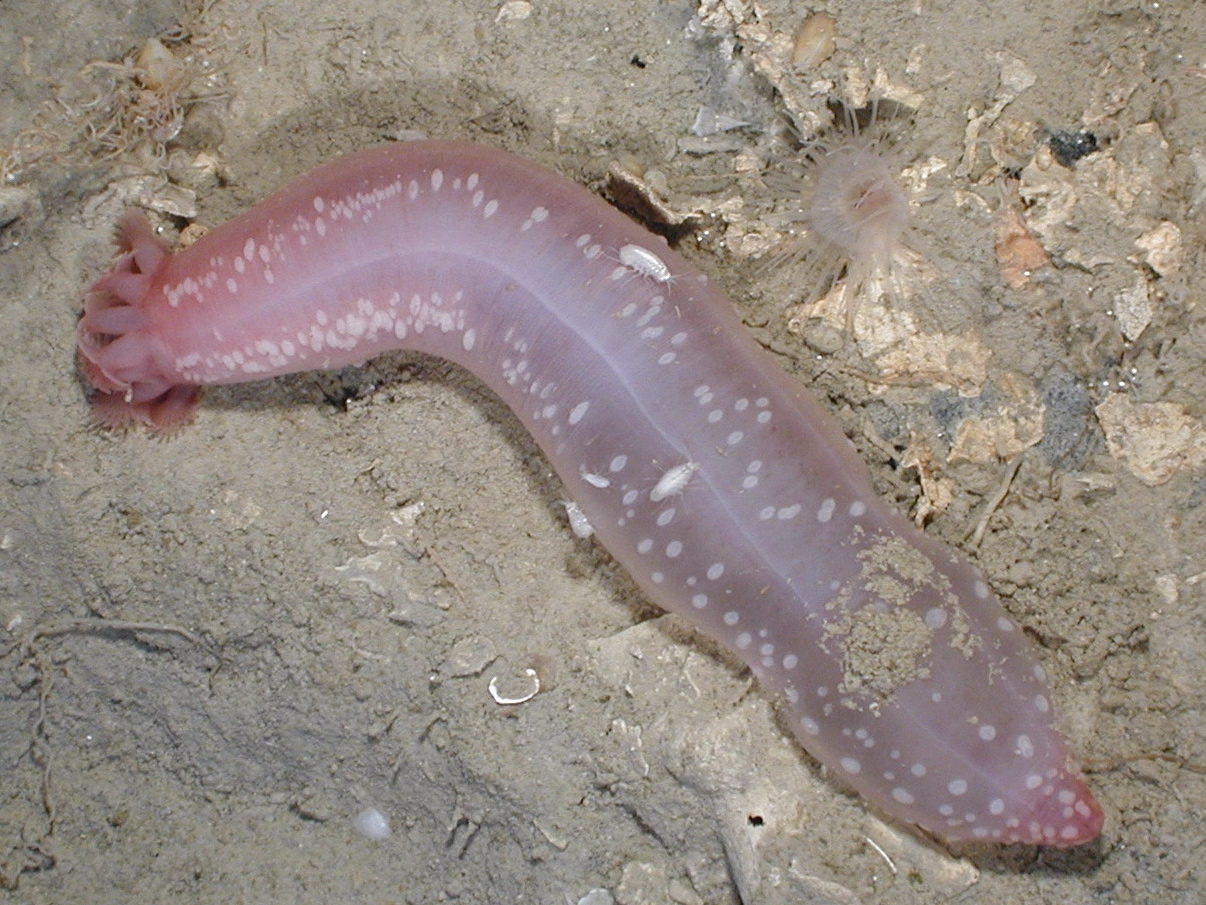
Chiridota heheva
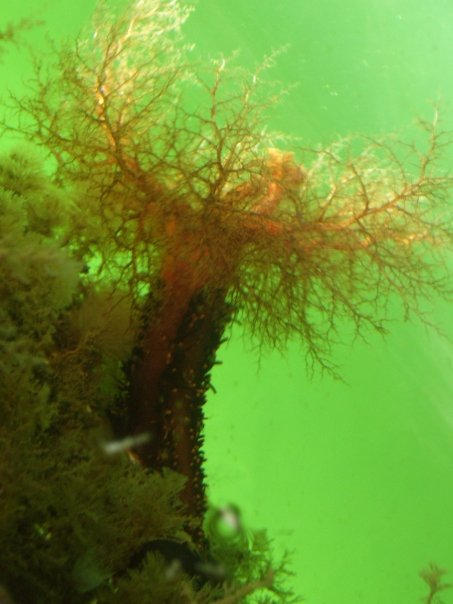
Cucumaria miniata
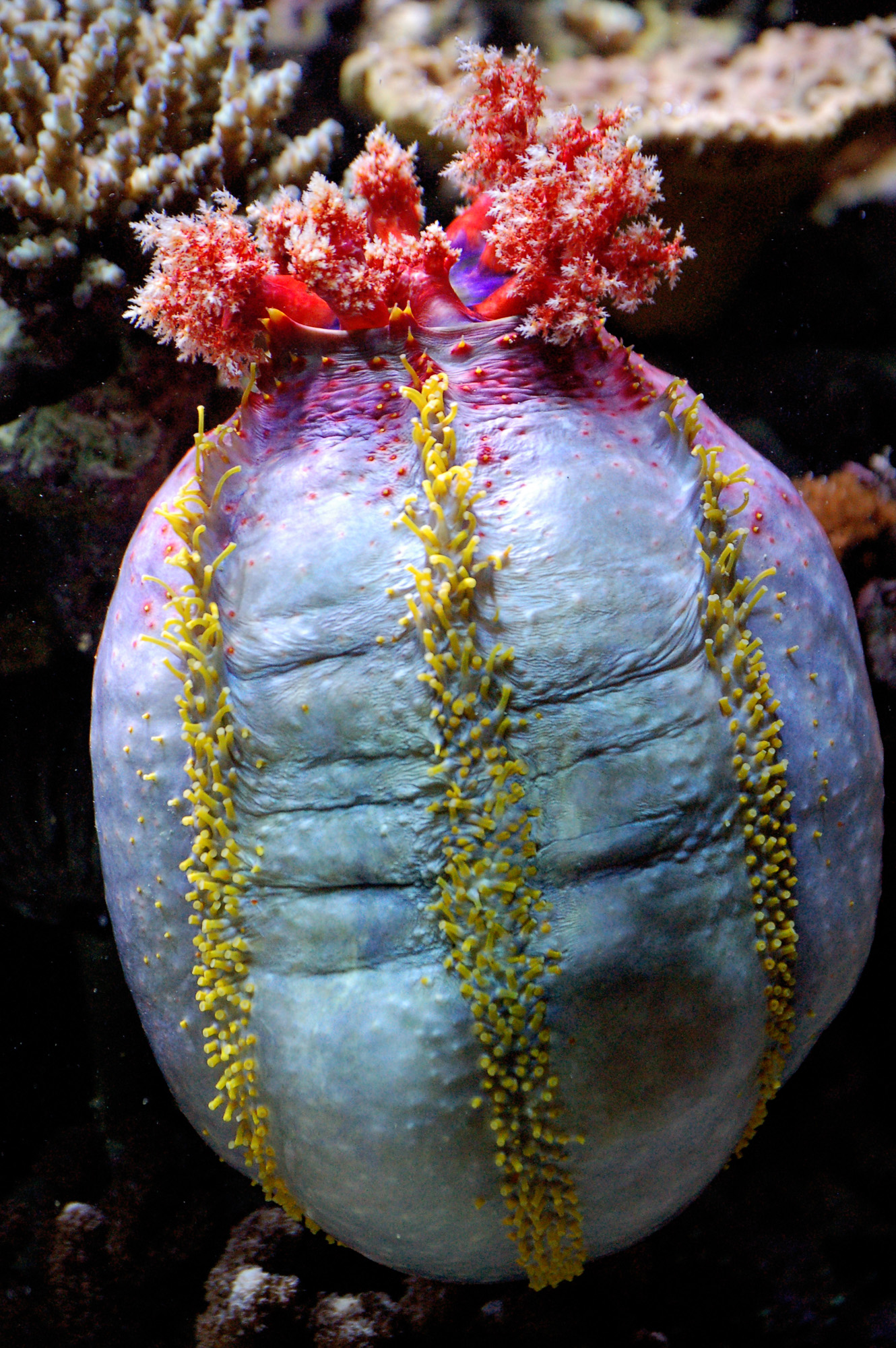
Pseudocolochirus ("sea apple").
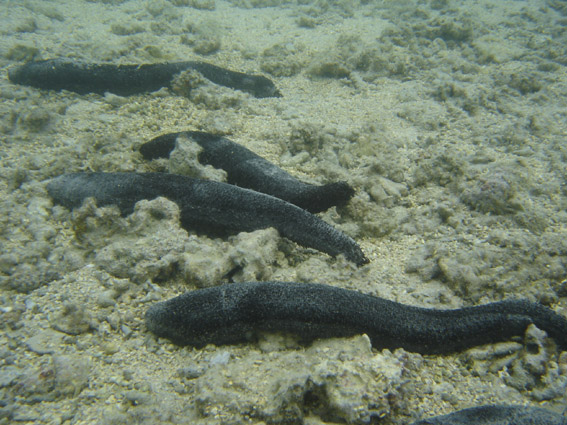
Holothuria leucospilota
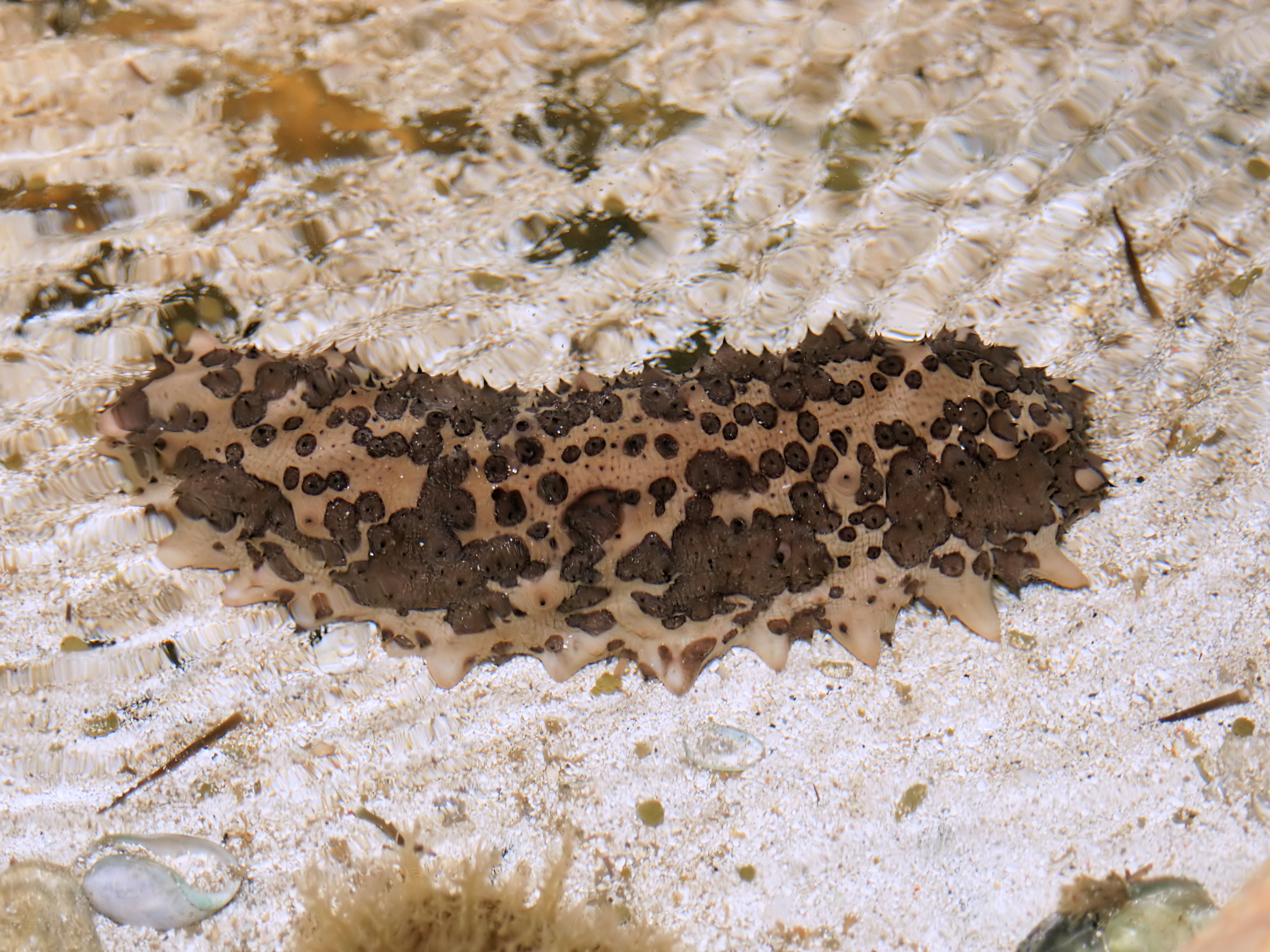
Isostichopus badionotus
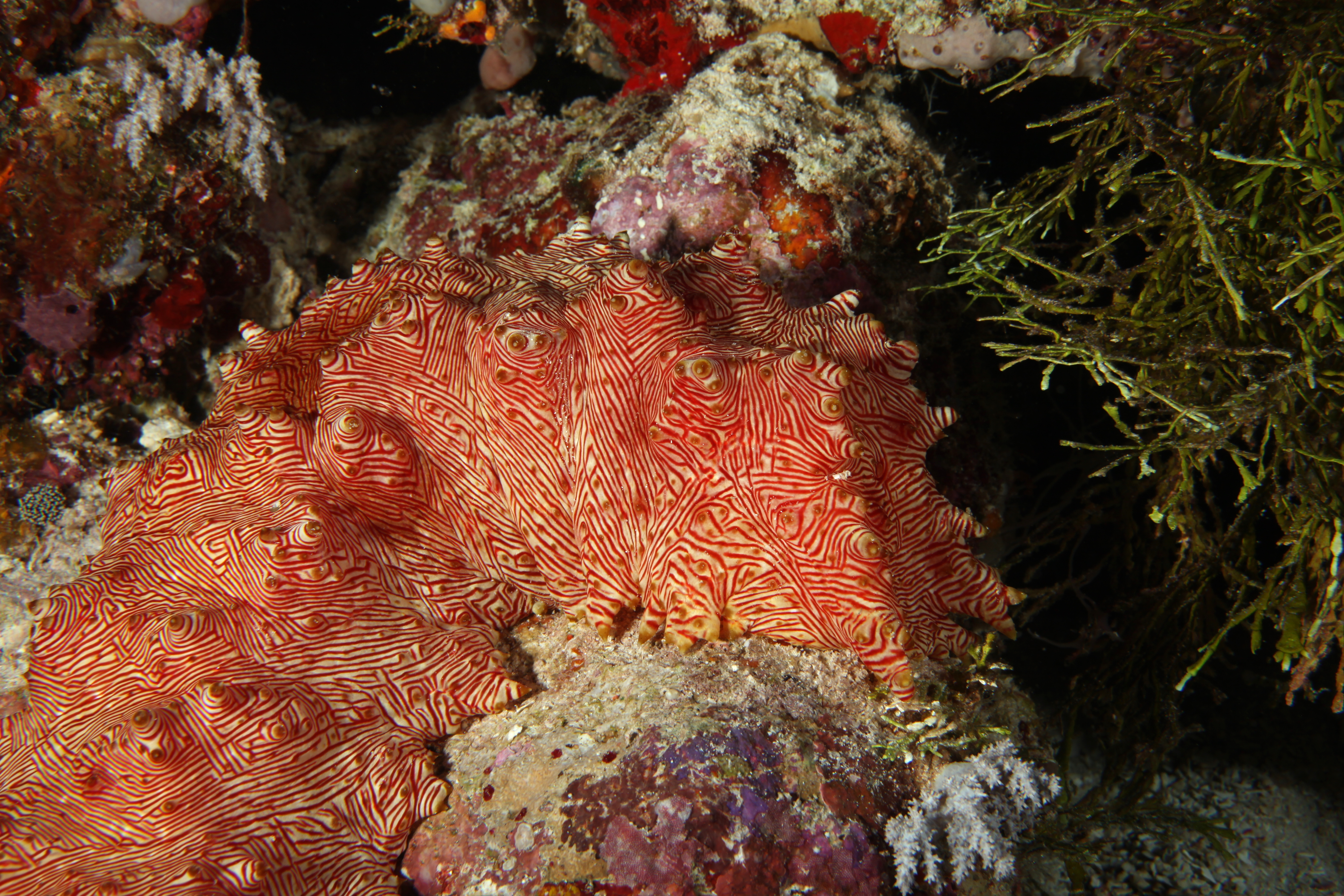
Thelenota rubralineata
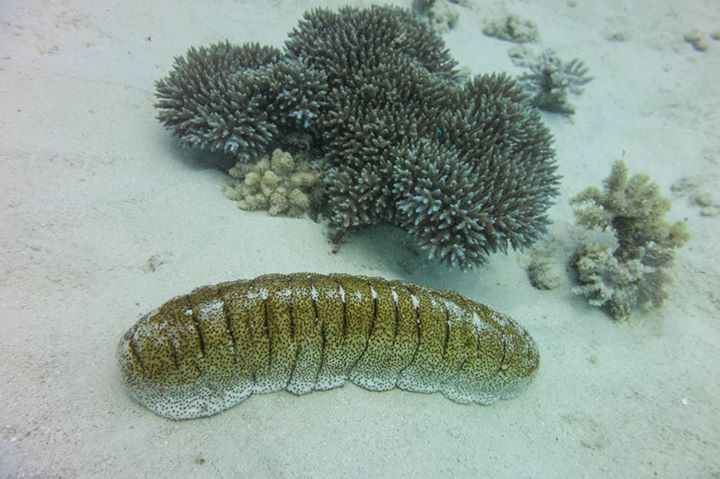
Holothuria fuscopunctata
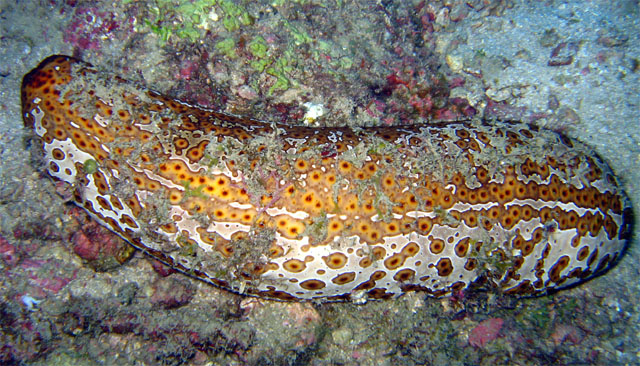
Bohadschia argus

Lớp Hải sâm Holothuroidea
- Phân lớp Apodacea
  - Bộ Apodida
    - Họ Chiridotidae
    - Họ Myriotrochidae
    - Họ Synaptidae

  - Bộ Molpadiida
    - Họ Caudinidae
    - Họ Gephyrothuriidae
    - Họ Molpadiidae
- Phân lớp Aspidochirotacea
  - Bộ Aspidochirotida
    - Họ Gephyrothuriidae
    - Họ Holothuriidae
      - Chi Actinopyga
      - Chi Bohadschia
      - Chi Gastrothuria

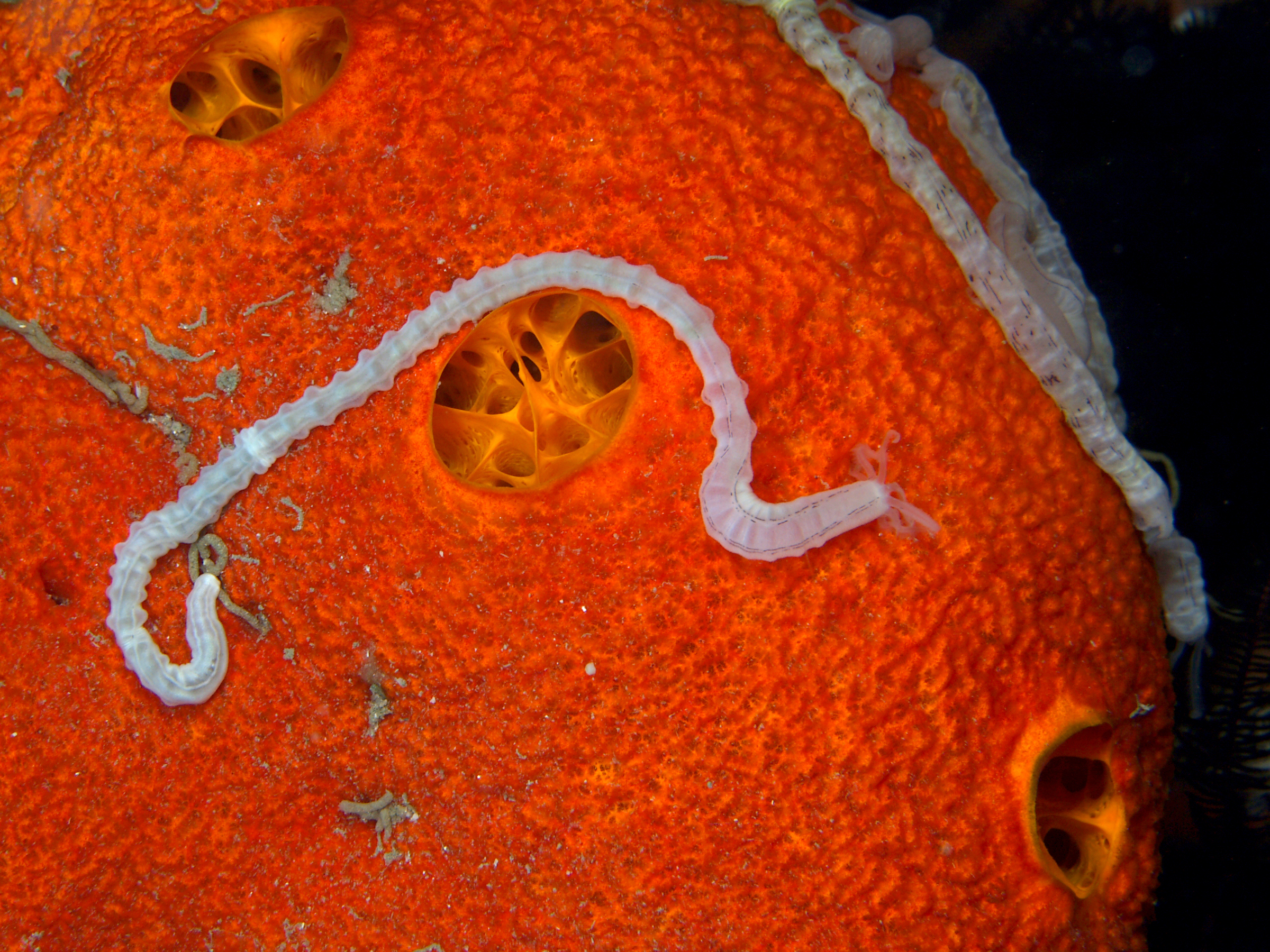
Loài Synaptula lamperi thuộc họ Synaptidae

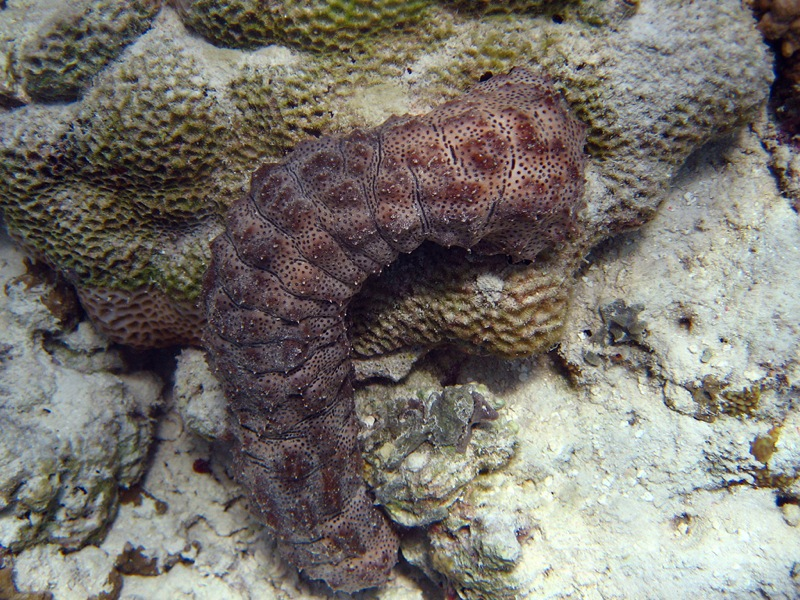
Bohadschia graeffei trong họ Holothuriidae

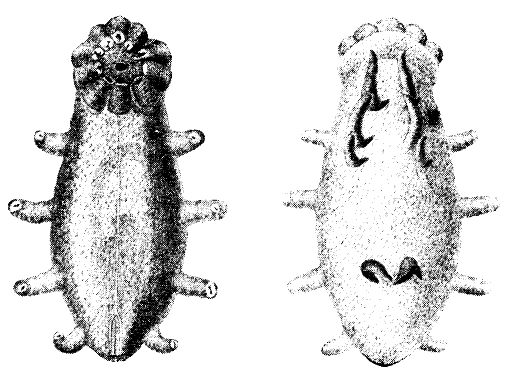
Elpidia glacialis trong họ Elpidiidae

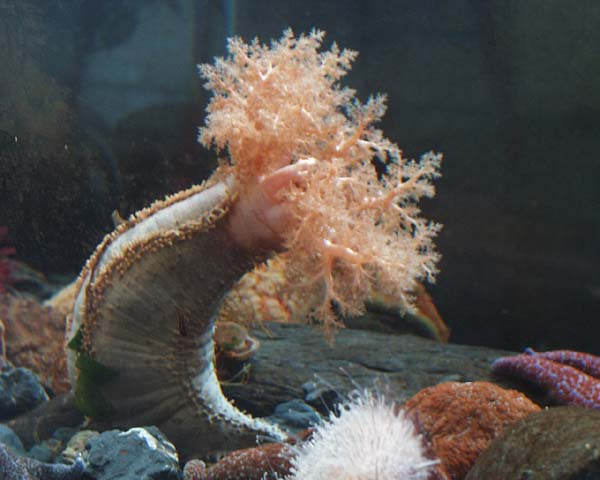
Cucumaria miniata trong họ Cucumariidae

      - Chi Holothuria là chi được khai thác nhiều nhất do có kích thước tương đối lớn (20-30 cm)
        - Loài H. arguinensis
        - Loài H. atra
        - Loài H. caparti
        - Loài H. dakarensis
        - Loài H. edulis
        - Loài H. forskali
        - Loài H. mammata
        - Loài H. nobilis: Hải sâm vú
        - Loài H. pardalis
        - Loài H. polii
        - Loài H. sanctori
        - Loài H. scabra: Hải sâm cát hay hải sâm trắng
        - Loài H. tubulosa

      - Chi Labidodemas
      - Chi Pearsonothuria

    - Họ Stichopodidae
    - Họ Synallactidae

  - Bộ Elasipodida
    - Họ Deimatidae
    - Họ Elpidiidae
    - Họ Laetmogonidae
    - Họ Pelagothuriidae
    - Họ Psychropotidae
- Phân lớp Dendrochirotacea
  - Bộ Dactylochirotida
    - Họ Rhopalodinidae
      - Chi Rhopalodina
      - Chi Rhopalodinaria
      - Chi Rhopalodinopsis

    - Họ Vaneyellidae
      - Chi Mitsukuriella
      - Chi Vaneyella

    - Họ Ypsilothuriidae
      - Chi Echinocucumis
      - Chi Ypsilocucumis
      - Chi Ypsilothuria

  - Bộ Dendrochirotida
    - Họ Cucumariidae
      - Chi: Aslia - Athyone - Colochirus - Cucumaria - Cucumella - Epitomapta - Havelockia - Koehleria - Lanceophora - Ocnus - Orbithyone - Orcula - Panningia - Paracolochirus - Paracucumaria - Parathyone - Pawsonellus - Pentacta - Pentamera - Plesiocolochirus - Pseudoaslia - Pseudocnella - Pseudocnus - Pseudocolochirus - Pseudocucumis - Psolidiella - Roweia - Sphaerothuria - Stereoderma - Trachythyone

    - Họ Paracucumidae: chi Paracucumaria
    - Họ Phyllophoridae
      - Chi: Allothyone - Cladolabes - Globosita - Hemithyone - Lipotrapeza - Massinium - Neopentadactyla - Neothyonidium - Ohshimella - Phyllophorus - Phyrella - Selenkiella - Semperiella - Stolus - Thyone - Thyonidiella - Thyonina

    - Họ Placothuriidae: chi Placothuria
    - Họ Psolidae
      - Chi Ceto
      - Chi Echinopsolus
      - Chi Ekkentropelma
      - Chi Lissothuria
      - Chi Psolidium
      - Chi Psolus

    - Họ Sclerodactylidae
      - Chi Afrocucumis - Apentamera - Athyone - Cladolabes - Clarkiella - Deichmannia - Engeliella - Eupentacta - Euthyonidiella - Globosita - Neopentamera - Neothyone - Ohshimella - Pachythyone - Pseudothyone - Sclerodactyla - Sclerothyone - Temparena

## Thực phẩm và dược phẩm
Hải sâm được xem là món cao lương mỹ vị ở Malaysia, Trung Quốc, Nhật Bản, Indonesia do người ta tin tưởng vào tác dụng chữa bệnh của nó. Thịt hải sâm được làm sạch trong khoảng vài ngày. Người ta thường mua hải sâm khô và nấu cho mềm dưới dạng món súp hoặc món hầm hoặc om và món hải sâm nhìn giống món thạch nhưng ăn không ngon lắm. Trong ẩm thực Nhật Bản, món Konotawa được nấu bằng hải sâm nấu thành cao, ướp muối và xử lý khô để ăn dần. Trong các nước châu Âu, chỉ có Nga có điều kiện để nuôi hải sâm ở thành phố Vladivostok.
Việc mua bán hải sâm giữa những người thủy thủ Macassan và thổ dân đảo Arnhem để cung cấp cho các chợ của Nam Trung Hoa là những ví dụ được ghi nhận về mậu dịch giữa những cư dân của châu Úc và những người châu Á lân bang. Nhiều loại hải sâm ở Malaysia được cho là cho tác dụng chữa bệnh. Có nhiều công ty dược phẩm sản xuất dược phẩm bằng hải sâm dưới dạng dầu, kem hoặc thuốc xức trong đó có một số thuốc uống. Có nhiều nghiên cứu nghiêm túc về tác dụng phục hồi mô của chiết xuất hải sâm đã được tiến hành.

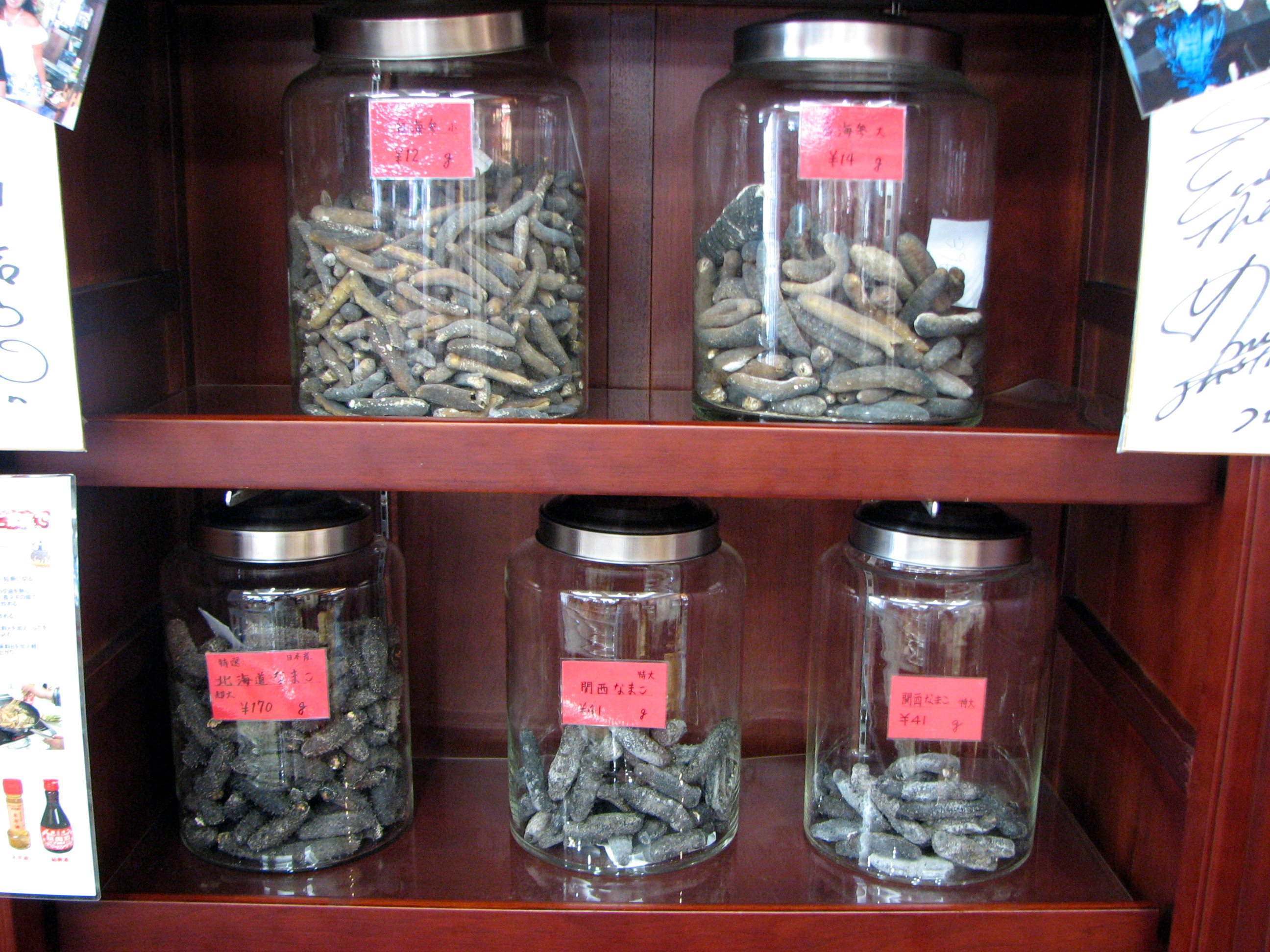
Hải sâm khô trong một cửa hàng Đông Y
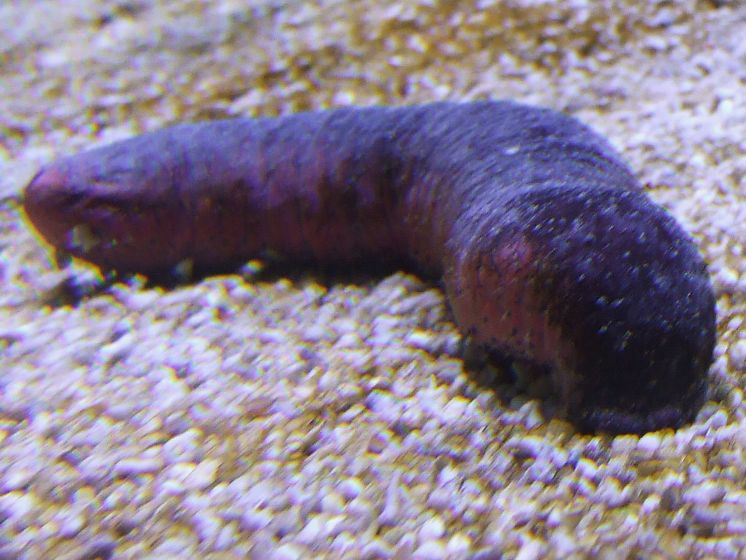
Một con hải sâm đang bắt mồi trên sỏi